# Vázquez
Vázquez o Vásquez es un apellido patronímico de la península ibérica de origen gallego, aunque muy comúnmente confundido su origen con la rama asturiana del mismo. Se tiene constancia de que los primeros Vásquez aparecieron en Bayona (Pontevedra) y otras zonas de Galicia antes de la época de Pelayo en Asturias, que es cuando aparece allí. Es muy común en España en la forma "Vázquez" o Iberoamérica como "Vásquez". "Vázquez" está relacionado con "Vasco" y significa "hijo de Vasco". Otros lo relacionan directamente con "Velasco". Algunos entendidos y estudiosos de la heráldica creen en el origen común de los apellidos Vázquez, Blázquez, Velázquez y Vásquez.

## Desambiguaciones de nombre y apellido
- Ángel Vázquez
- Gabriel Vásquez
- Fermín Vázquez
- Manuel Vázquez
- Martín Vázquez
- Nicolás Vázquez
- Lorena Vázquez
- Hernando  Vázquez